# HIP 87491
HIP 87491 — звезда в созвездии Змееносца. Находится на расстоянии 360 световых лет (110 парсек) от Земли. Относится к оранжевым гигантам.

## Характеристики
HIP 87491 представляет собой звезду спектрального класса K4III. HIP 87491 видна невооруженным глазом, поскольку имеет видимую звездную величину +5.91. Температура HIP 87491 составляет приблизительно 3850 кельвинов.